# Roman Usarewicz

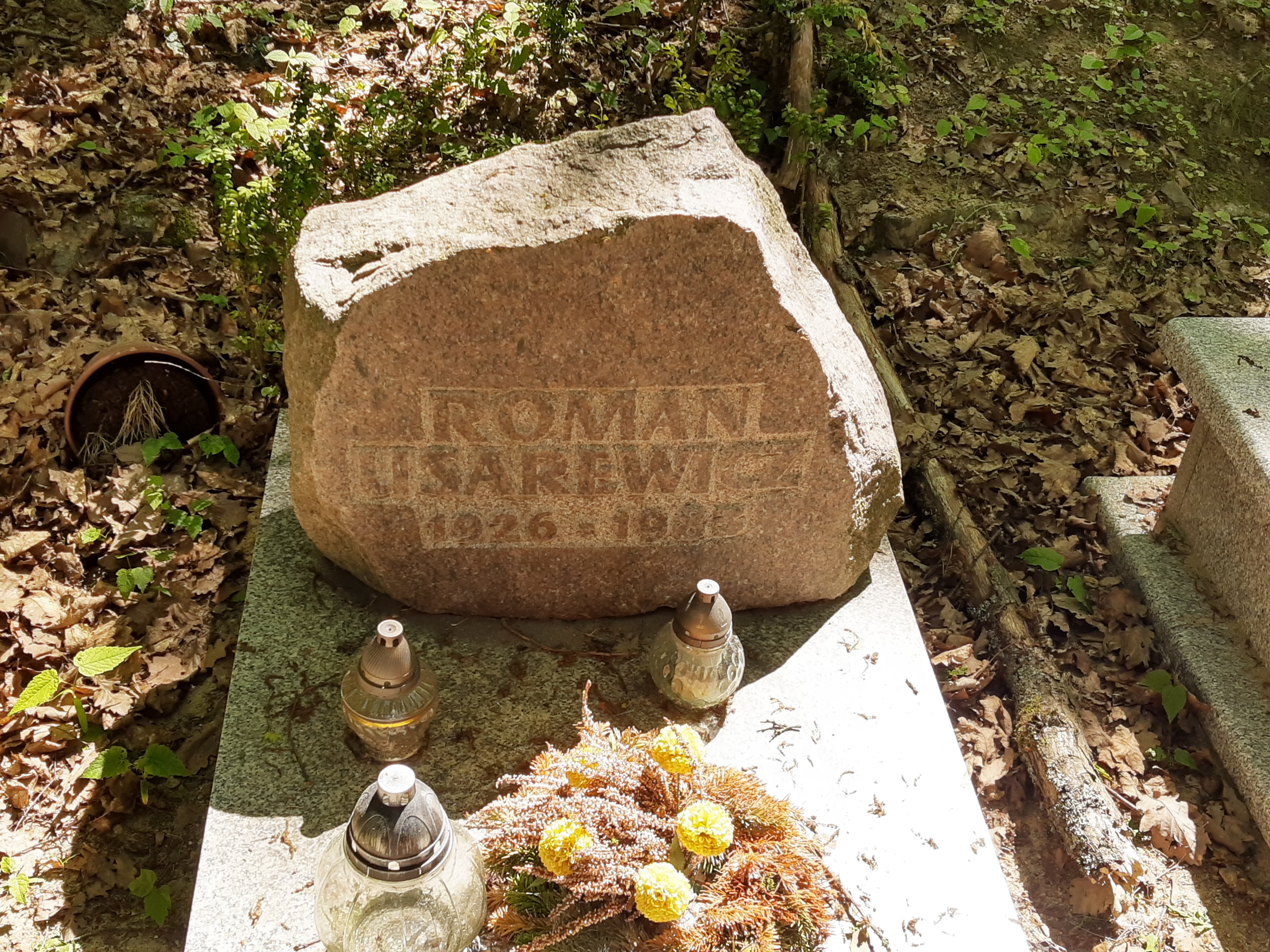
Grób Romana Usarewicza na cmentarzu Srebrzysko

Roman Usarewicz (ur. 26 sierpnia 1926 w Brześciu nad Bugiem, zm. 15 stycznia 1983 w Gdańsku) – polski malarz i pedagog.

## Życiorys
W latach 1933–1939 mieszkał w Gdyni. W czasie II wojny światowej był więźniem obozów Gross-Rosen i Sachsenhausen. Od 1945 roku studiował w Państwowej Wyższej Szkole Sztuk Plastycznych w Sopocie (obecnie Akademia Sztuk Pięknych w Gdańsku). Dyplom uzyskał w roku 1951 w pracowni prof. Juliusza Studnickiego. Po studiach rozpoczął pracę w macierzystej uczelni, początkowo jako młodszy asystent w pracowni malarstwa i rysunku, od 1955 roku był adiunktem, a od 1971 roku docentem. W latach 1971–1973 kierował Katedrą Projektowania Malarstwa i Rzeźby na Wydziale Malarstwa i Rzeźby, a w latach 1974–1981 prowadził pracownię malarstwa w Katedrze Malarstwa i Rysunku na Wydziale Malarstwa i Rzeźby. Na początku lat 80. zainicjował działalność katedry innych mediów. W latach 1981–1983 kierował Katedrą Projektowania Plastycznego i prowadził pracownię tej specjalności.
Brał udział w odbudowy Starego Miasta w Gdańsku. Uprawiał malarstwo sztalugowe, monumentalne, rysunek, grafikę, witrażownictwo i rzeźbę. Uznawany jest za jednego z najbardziej oryginalnych malarzy lat 70. i 80.
Od 1948 roku należał do PZPR, był sekretarzem organizacji partyjnej na PWSSP. Od 1949 roku był członkiem ZPAP, w którym pełnił m.in. funkcję przewodniczącego Rady Artystycznej ZPAP Okręgu Gdańskiego oraz przewodniczył sekcji malarskiej.
Od 1953 roku był mężem Marii Magdaleny Heyda, artystki malarki.
Zmarł w Gdańsku, pochowany na cmentarzu Srebrzysko (rejon XI, taras II-1-88).

## Wystawy indywidualne
- 1956 – CBWA, Sopot
- 1960 – BWA, Sopot
- 1963 – Klub ZPAP, Sopot
- 1965 – Galeria Sztuki Współczesnej, Gdańsk
- 1965 – Salon GTPS, Gdańsk
- 1967 – Galeria Sztuki Współczesnej, Warszawa
- 1968 – Galeria Współczesna MDM, Warszawa
- 1970 – Galeria ZPAP, Gdańsk
- 1971 – Klub MPiK, Toruń
- 1978 – Galeria Art, Gdańsk
- 1982 – BWA, Sopot
- 1987 – Galeria Baszta PWSSP, Gdańsk
- 1989 – MN, Gdańsk
- 1989 – Muzeum w Lęborku
- 1995 – BWA, Słupsk
- 2003 – Roman Usarewicz. Malarstwo Muzeum Archeologiczne, Pałac Górków, Poznań
- 2004 – Romana Usarewicz z cyklu „Ocalić od zapomnienia”, Muzeum Narodowe, Zielona Brama, Gdańsk

Źródło:.

## Odznaczenia
- Złoty Krzyż Zasługi (1965, 1973)
- Złota Odznaka ZPAP (1965)

Źródło:.

## Nagrody
- I nagroda w konkursie na projekt malarstwa dekoracyjnego w Pawilonach wystawowych CBWA w Sopocie oraz jego realizacja (1958)
- nagroda rektorska za opracowanie metody wykorzystywania w płycie melaninowej polichromii, odbitek graficznych, rysunków (1961)
- nagroda PWRN (1964)
- nagroda Gdańskiego TPS (1965)
- nagroda Rektora (1968, 1971, 1983)
- nagroda Rektora za nowatorskie rozwiązania malarskie przedstawione na wystawie „Forma, światło, kolor” (1973)
- II nagroda Ministra Kultury i Sztuki (1982)

Źródło:.